# ¿Quién es quién?
¿Quién es quién? é uma telenovela estadunidense produzida por Joshua Mintz e Carmen Cecilia Urbaneja pela Telemundo.
É um remake da novela chilena Amores de mercado de 2001.
É protagonizada por Eugenio Siller, Kimberly Dos Ramos e Danna Paola  e  antagonizada por Jonathan Islas, Guillermo Quintanilla e Sandra Destenave e atuações estelares Laura Flores, Carlos Espejel e Fernando Carrera.
A telenovela estreou primeiro no México pela Gala TV em 26 de outubro de 2015.

## Enredo
¿Quién es quién? é uma história sobre dois irmãos gêmeos, um rico e outro pobre, que foram separados no nascimento e reunidos vários anos mais tarde; eles decidem mudar suas identidades, dando-lhes a oportunidade de lidar com várias situações complicadas.

## Elenco
| Ator                  | Personagem                                  |
| --------------------- | ------------------------------------------- |
| Eugenio Siller        | Pedro "Perico" Pérez / Leonardo Fuentemayor |
| Kimberly Dos Ramos    | Fernanda Manrique / Isabela Fernanda Blanco |
| Danna Paola           | Paloma Hernández                            |
| Laura Flores          | Inés González                               |
| Carlos Espejel        | Basilio Martínez                            |
| Jonathan Islas        | Ignacio Echanove                            |
| Gabriel Valenzuela    | Jonathan                                    |
| Sandra Destenave      | Fabiola Carvajal                            |
| Oka Giner             | Yesenia Pérez                               |
| Guillermo Quintanilla | Elmer Homero "Chamoy" Pérez                 |
| Fernando Carrera      | Humberto Fuentemayor                        |
| Daniela Wong          | Constanza "Connie"                          |
| Isabella Castillo     | Tania Sierra                                |
| Nicolas Maglione      | Salvador "Cachito"                          |
| Marissa del Portillo  | Magdalena                                   |
| Silvana Arias         | Socorro "La Cocó"                           |
| Armando Torrea        | Santiago Blanco                             |
| Gabriel Rossi         | Rubén                                       |
| Maite Embil           | Nora                                        |
| Kenya Hijuelos        | Ivonne                                      |
| Rubén Morales         | Justino Hernández                           |
| Adrian Di Monti       | Eugenio Hernández                           |
| Isabel Moreno         | Sara                                        |
| Alex Ruiz             | Terminator "El Termi"                       |
| Maria del Pilar Pérez | Daniela Sandoval                            |
| Sofia Reca            | Renata Sandoval                             |
| Fernando Pacanins     | Melquiades                                  |
| Daniela Macias        | Lupita                                      |
| Gisella Abounrad      | Hortencia "Tencha"                          |